# Yves Saint Laurent (azienda)
Yves Saint Laurent (/iv sɛ̃ loˈʁɑ̃/) anche conosciuta come YSL, è una casa di moda francese fondata dallo stilista Yves Saint Laurent e dal suo partner, Pierre Bergé. Dal 2012 all'aprile 2016 direttore creativo del brand è stato Hedi Slimane, sostituito poi da Anthony Vaccarello.

## Storia
La casa di moda Yves Saint Laurent fu fondata dallo stilista Yves Saint Laurent insieme a Pierre Bergé nel 1962.
Dal 1964 la produzione di Yves Saint Laurent si espande anche ai profumi. Il primo nato è Y, a cui seguono una serie di prodotti di grande impatto commerciale come YSL pour homme (1971), Rive Gauche (1971), Eau Libre (1975), Opium (1977), Kouros (1981). Per un'edizione limitata della fragranza L'Homme, la confezione è stata disegnata dal rinomato architetto Jean Nouvel. Dal 1978, Yves Saint Laurent diventa anche il nome di una linea di cosmetica.
Yves Saint Laurent fu anche il primo marchio, nel 1966 a rendere popolare il prêt-à-porter, in un tentativo di rendere la moda non soltanto elitaria, tramite la boutique di Rive Gauche. Saint Laurent fu anche il primo stilista a far sfilare modelle nere sulle proprie passerelle.
Il successo del marchio è tale che già nel 1970, Yves Saint-Laurent detiene il primato dell'esportazione del pret-a-porter femminile di lusso. Nel dicembre del 1982, alla linea moda principale viene affiancata Variation, un secondo marchio di pret-a-porter, che fa lievitare gli introiti del brand, grazie alla concessione delle licenze. L'ampliamento della casa di moda costringe a spostare la sede principale da Rue Spontini, ormai non più all'altezza, ad Avenue Marceau. Nel 1983 il Metropolitan Museum di New York dedica una mostra allo stilista ed al modo in cui ha cambiato il mondo della moda. Seguono la stessa iniziativa il Musée des Arts de la Mode di Parigi nel 1986, il Sezon Museum of Art di Tokyo nel 1990, ed il Musée de la Mode di Marsiglia nel 1994. Nel 1986 entrò nella società con una quota del 25% Carlo De Benedetti per poi uscirne qualche anno più tardi.
Nel 1993 la casa di moda Yves Saint Laurent fu venduta alla compagnia parafarmaceutica Sanofi Pasteur. Nelle stagioni 1998-1999, Alber Elbaz, direttore creativo di Lanvin dal 2001 fino all'ottobre 2015, disegnò tre collezioni per il marchio. 
Nel 1999, Gucci rilevò il marchio Yves Saint Laurent e commissionò allo stilista Tom Ford la realizzazione delle collezioni prêt-à-porter, mentre il fondatore Saint-Laurent si limitò all'alta moda. Nel 2002, per via delle proprie precarie condizioni di salute, della depressione e delle continue critiche al proprio lavoro, Saint Laurent si ritira dalle scene, dopo aver partecipato ad una retrospettiva tenuta presso il Centre Pompidou, e chiusa da una esibizione di Catherine Deneuve, musa ed amica dello stilista. Il marchio continua a sopravvivere grazie al gruppo Gucci, che continua la commercializzazione. Le linee pret-a-porter vengono infatti ancora prodotte, sotto la direzione di Stefano Pilati, che ha preso il posto di Tom Ford nel 2004, e che ha impresso al marchio una impronta più vicina alla tradizione della moda francese.
Nel 2012 Pilati viene sostituito da Hedi Slimane, che già aveva disegnato in passato per le collezioni maschili. Lo stilista francese cambia il nome della griffe in "Saint Laurent Paris" e impone un'impronta stilistica più rock che ricorda lo stile di Los Angeles, città in cui risiede Slimane. Nel dicembre dello stesso anno, Saint Laurent e il suo storico compagno di vita e collaboratore Pierre Bergé hanno ottenuto il riconoscimento di utilità pubblica per il Musée Saint-Laurent, fondazione da loro istituita in Rue de Cambrai 11, nella quale sono conservati migliaia di abiti ed oggetti, e tramite la quale sono distribuite borse di studio.
Nel 2013 la guida di Saint Laurent è affidata ad un'italiana, Francesca Bellettini, inizialmente come direttore generale, poi anche come presidente. Nell'aprile del 2016 viene annunciato il "cambio di guardia" alla direzione creativa: Hedi Slimane lascia e viene sostituito da Anthony Vaccarello, già direttore creativo dal 2015 per le collezioni Versus Versace. Dopo la nomina ufficiale di Vaccarello, dal profilo Instagram del marchio sono state cancellate tutte le foto risalenti al "periodo Slimane", per lasciar spazio a un ritratto in bianco e nero del nuovo direttore creativo, creando non poco disappunto negli ammiratori di Slimane.Il 18 novembre 2024 la società annuncia la nomina a CEO di Cédric Charbit, che entrerà in carica a partire dal 2 gennaio.

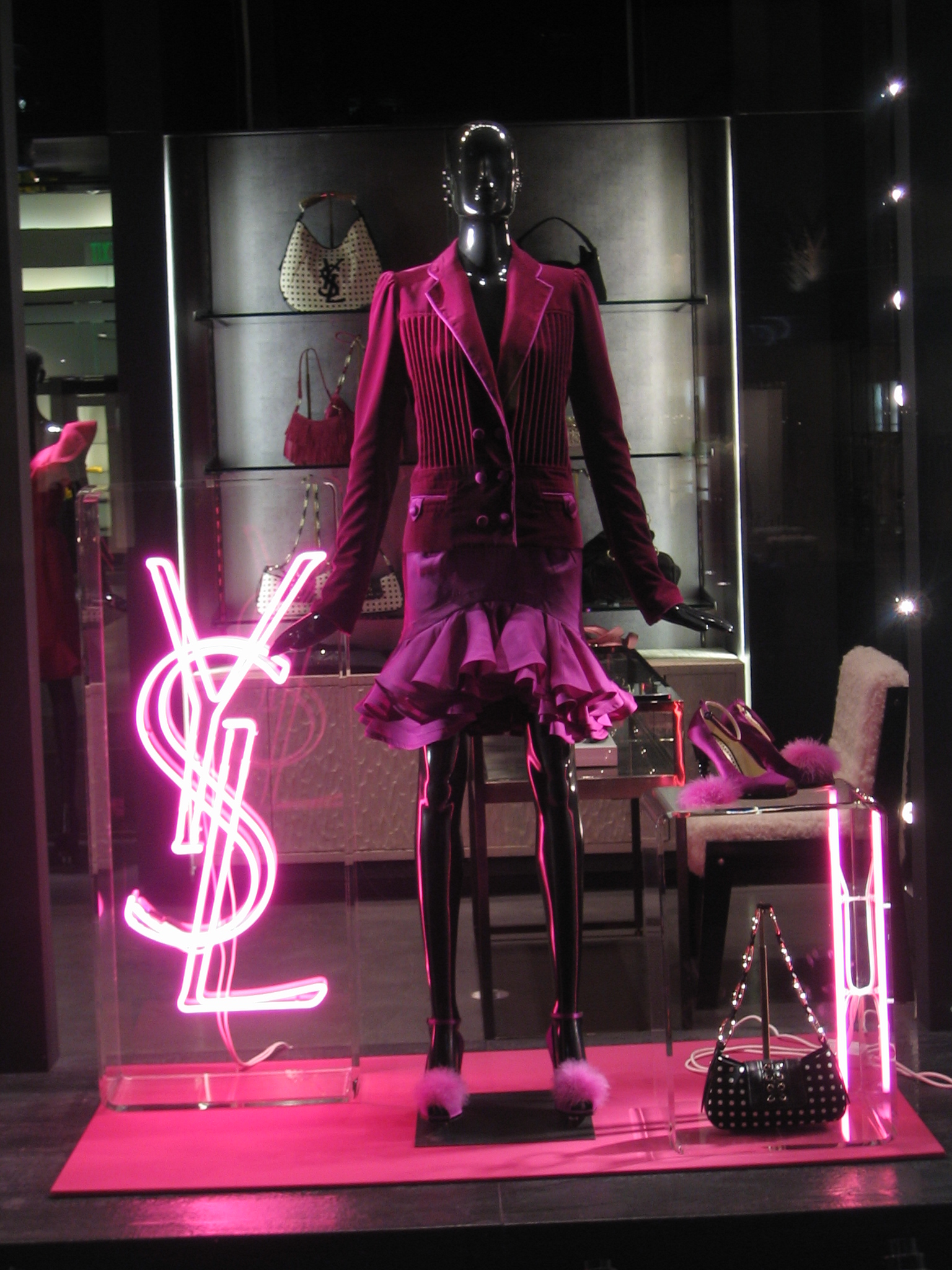
Vetrina della boutique Yves Saint Laurent a Beverly Hills.

## Uno stile unico
Durante gli anni sessanta e settanta, il marchio rese popolari trend della moda come il beatnik, le giacche in stile safari per uomini e donne, gli stivali altissimi ed il classico smoking da donna, nato nel 1966 Le Smoking. Le collezioni del marchio prendono ispirazione da qualsiasi corrente o cultura: celebri sono le collezioni ispirate alle opere di Matisse, ai dipinti di Picasso, alla Pop art, agli scritti di Marcel Proust, al balletto russo (definita dal New York Times "rivoluzionaria, destinata a cambiare il corso della moda") o alla cultura cinese. Lo stile di Yves Saint Laurent si caratterizza dal contrasto del rigore formale ai tessuti esotici ed ai colori variopinti. Un altro elemento distintivo dello stilista è l'inclusione nel guardaroba femminile di capi storicamente maschili, elemento che Saint Laurent condivide con Coco Chanel.

## Governance

### Amministratori Delegati
- 2013-2024: Francesca Belletini [17]
- 2025-in carica: Cédric Charbit [1]

### Direttori Creativi
- 1999-2004: Tom Ford
- 2004-2012: Stefano Pilati [18]
- 2012-2016: Hedi Slimane [19]
- 2016-in carica: Anthony Vaccarello [3]

## Testimonial
Fra le modelle preferite di Yves Saint Laurent si possono ricordare Loulou de La Falaise, figlia di un marchese francese e la modella anglo-irlandese, Betty Catroux, di origini brasiliane, Talitha Pol-Getty, morta di overdose nel 1971, la celebre attrice Catherine Deneuve e Laetitia Casta, ultima musa dello stilista.
Nel 2000 per la campagna pubblicitaria del profumo Opium fu scelta Sophie Dahl, all'epoca sconosciuta, che nei manifesti pubblicitari appariva completamente nuda. La campagna pubblicitaria destò molto scandalo, al punto di essere bandita nel Regno Unito. Per la campagna pubblicitaria 2009 del marchio è stata scelta la celebre supermodella degli anni novanta Claudia Schiffer, fotografata da Inez van Lamsweerde e Vinoodh Matadin alla base dell'enorme "Y" della scritta Hollywood che campeggia sulle Hollywood Hills.
Fra le celebrità che hanno espresso particolare ammirazione per gli abiti di Yves Saint Laurent, si possono citare le attrici Renée Zellweger, Julianne Moore, Chloë Sevigny, il cantante dei One Direction, Harry Styles

## Distribuzione
Yves Saint Laurent conta circa 318 boutique in tutto il mondo, distribuite in negozi monomarca, all'interno di grandi magazzini come Harrods e Neiman Marcus, o in alcuni aeroporti. Punti vendita del marchio sono presenti in Francia, Germania, Italia, Lituania, Spagna, Regno Unito, Ucraina, Stati Uniti, Cina, Hong Kong, Indonesia, Giappone, Russia, Taiwan, Kuwait, Turchia, Emirati Arabi Uniti e Corea. La più alta concentrazione di negozi si trova in Giappone, dove si possono contare 16 negozi distribuiti fra Tokyo, Osaka, Fukuoka, Kyoto, Kōbe, Hiroshima e Nagoya. In Italia invece i punti vendita Yves Saint Laurent si trovano a Roma (due negozi), Capri, Milano, Torino, Bologna, Serravalle Scrivia (Serravalle Designer Outlet) e Firenze.

## Profumi
Il seguente è un elenco incompleto dei principali profumi commercializzati dalla maison Yves Saint Laurent.
- 1964 Y (F)
- 1971 Yves St. Laurent pour Homme
- 1971 Rive Gauche
- 1977 Opium (F)
- 1981 Kouros for men
- 1983 Paris
- 1988 Jazz for men
- 1990 Live Jazz (F)
- 1990 Eau de Sport (M)
- 1993 Champagne (cambiato in Yvresse nel 1996)
- 1993 Kouros Fraicheur
- 1993 Jazz Prestige (M)
- 1996 Yvresse Légère (F)
- 1996 Opium for men
- 1997 In Love Again (F)
- 1998 Live Jazz (M)
- 1999 Vice Versa (F)
- 1999 Baby Doll (F)
- 2000 Body Kouros (M)
- 2001 Nu (F)
- 2002 Paris L'Eau de Printemps (F)
- 2002 Paris Premières Roses (F)
- 2002 M-7 (M) (il settimo profumo per uomo)
- 2002 Opium Eau d'Été (F)
- 2002 Kouros Eau d'Été (M)
- 2003 Paris Baby Doll Light (F)
- 2003 Paris Baby Doll Summer (F)
- 2003 Nu (M)
- 2003 Rive Gauche Eau de Toilette (F) (ridistribuzione)
- 2003 Opium Satin (F)
- 2003 Kouros Cologne Sport (M)
- 2003 Rive Gauche pour Homme (M)
- 2003 Paris Premières Roses (F)
- 2004 Paris Roses des Bois (F)
- 2004 Cinéma (F)
- 2005 Yvresse Légère (F) (ridistribuzione)
- 2006 Opium Fleur Imperial Eau d'Orient (F)
- 2007 Elle (F)
- 2009 Parisienne (F)
- 2010 La Nuit de l'Homme YSL (M)
- 2010 Belle D'Opium (F)